# امیر جعفری ارنگه
امیر جعفری ارنگه متولد اول دیماه(۱۳۶۴ در تهران) وزنه‌بردار اهل ایران است. وی رشته پاراوزنه‌برداری را از دیماه ۱۳۸۴ آغاز نمود. در سال ۱۳۸۵ به اولین مدال قهرمانی خود در ایران رسید. برای اولین بار در سال ۱۳۸۶ به اردوی تیم ملی پاراوزنه‌برداری معلولین ایران دعوت شد و در همان سال اولین مسابقه ملی خود را تجربه کرد.
امیر جعفری پاراوزنه‌بردار دسته ۶۵ کیلوگرم تیم ملی پاراوزنه‌برداری ایران است. امیر جعفری توانست در ۲۷ آگوست مدال نقره بازی‌های پارالمپیک تابستانی ۲۰۲۰  را کسب کند.

## افتخارات ملی
- مدال نقره در مسابقات جهانی تایوان در سال ۲۰۰۷ با ثبت رکورد ۱۴۲٫۵ کیلوگرم
- مدال طلا در مسابقات جهانی جوانان جهان در آمریکا در سال ۲۰۰۸ با رکورد ۱۴۲٫۵ کیلوگرم
- مدال طلا در مسابقات بین‌المللی اردن در سال ۲۰۱۱ با رکورد ۱۶۷ کیلوگرم
- مدال نقره در مسابقات جهانی امارات در سال ۲۰۱۱ با رکورد ۱۷۰ کیلوگرم در دسته ۵۶ کیلوگرم
- حضور در مسابقات پارالمپیک ۲۰۱۲ لندن (مدال کسب نکرد)
- مدال نقره در مسابقات قهرمانی آسیا ۲۰۱۳ با رکورد ۱۸۰ کیلوگرم در دسته ۵۹ کیلوگرم
- مدال طلا در بازیهای آسیایی ۲۰۱۴ اینچئون کره جنوبی با رکورد ۱۸۸ کیلوگرم در دسته ۵۹ کیلوگرم (ثبت رکورد جدید در آسیا)
- دو مدال طلا در مسابقات آزاد قهرمانی آسیا ۲۰۱۵ در آلماتی قزاقستان

با رکورد ۱۹۲ کیلوگرم در دسته ۵۹ کیلوگرم (ثبت رکورد جدید در آسیا)
- مدال نقره مسابقات جهانی مکزیک ۲۰۱۷ با رکورد ۱۸۷ کیلوگرم
- مقام چهارم مسابقات قهرمانی آسیا دسته ۶۵ کیلوگرم رکورد ۱۸۵ کیلوگرم (سهمیه توکیو۲۰۲۰)
- مدال طلا بازیهای پاراآسیایی ۲۰۱۸ جاکارتا با رکورد ۱۸۴ کیلوگرم
- مدال برنز مسابقات جهانی قزاقستان ۲۰۱۹ با رکورد ۱۹۳ کیلوگرم
- مدال طلا مسابقات کاپ جهانی تایلند ۲۰۲۱ با رکورد ۱۹۷ کیلوگرم
- مدال نقره پارالمپیک توکیو ۲۰۲۰ با رکورد ۱۹۵ کیلوگرم
- مدال نقره مسابقات جهانی گرجستان ۲۰۲۱ با رکورد ۱۹۳ کیلوگرم
- دو مدال نقره آزاد قهرمانی آسیا و دو مدال برنز مجموع آزاد قهرمانی آسیا کره جنوبی ۲۰۲۲ با رکورد ۱۹۵ کیلوگرم
- دو مدال طلا در مسابقات کاپ جهانی امارات ۲۰۲۲ با رکورد ۱۹۸ کیلوگرم
- مدال نقره مسابقات جهانی امارات ۲۰۲۳ با رکورد ۲۰۲ کیلوگرم
- مدال نقره بازی‌های پاراآسیایی هانگژو ۲۰۲۲ با رکورد ۲۰۰ کیلوگرم
- مدال نقره در مسابقات کاپ جهانی امارات ۲۰۲۴ با رکورد ۲۰۳ کیلوگرم
- مدال طلا مجموع مسابقات کاپ جهانی گرجستان ۲۰۲۴
- مقام چهارم در پارالمپیک پاریس ۲۰۲۴ با رکورد ۲۰۶ کیلوگرم در دسته ۶۵ کیلوگرم

## افتخارات داخلی
- مدال طلا قهرمانی کشور ۱۳۸۵

- مدال برنز قهرمانی کشور ۱۳۸۷

- مدال برنز قهرمانی کشور ۱۳۹۲

- مدال طلا قهرمانی کشور ۱۳۹۴

- مدال طلا قهرمانی کشور ۱۳۹۵

- مدال طلا قهرمانی کشور ۱۳۹۶

- مدال طلا قهرمانی کشور ۱۳۹۷

- مدال طلا قهرمانی کشور ۱۳۹۹

- مدال طلا قهرمانی کشور ۱۴۰۰

- مدال طلا قهرمانی کشور ۱۴۰۱

## رکوردها
- رکورد بازیهای پاراآسیایی در دسته ۵۹ کیلوگرم در سال ۲۰۱۴ با ثبت وزنه ۱۸۸ کیلوگرم
- رکورد آسیا در دسته ۵۹ کیلوگرم با ثبت وزنه ۱۹۲ کیلوگرم در سال ۲۰۱۴
- رکورد ملی در دسته ۵۹ کیلوگرم در سال ۲۰۱۵ با ثبت وزنه ۱۹۴ کیلوگرم
- رکورد ملی دسته ۶۵ کیلوگرم در سال ۲۰۲۳ با ثبت وزنه ۲۰۶ کیلوگرم در سال ۲۰۲۴